# كون يونغ-جين
كون يونغ-جين هو سياسي كوري جنوبي، ولد في 10 ديسمبر 1962 في آندونغ في كوريا الجنوبية. نشط حزبياً في الحزب الوطني الكبير. وقد انتخب Mayor of Daegu ‏ (1 يوليو 2014 – ) وانتخب عضو الجمعية الوطنية الكورية الجنوبية ‏ عن دائرة Nowon District ‏ خلال فترته النيابية ‏ (30 مايو 2008 – 29 مايو 2012).